# Гевара, Ана
Ан(н)а Гевара (исп. Ana Gabriela Guevara Espinoza, род. 4 марта 1977, Эройка-Ногалес, Сонора) — мексиканская легкоатлетка (бег на средние дистанции), чемпионка и призёр Центральноамериканских чемпионатов, Панамериканских игр, Игр доброй воли, чемпионатов и Кубков мира, призёр летних Олимпийских игр 2004 года в Афинах, участница двух Олимпиад.

## Спортивная карьера
На летних Олимпийских играх 2000 года в Сиднее Гевара выступала в беге на 400 метров. В предварительном забеге она показала второй результат (52,34 с). В четвертьфинале (51,19 с) и полуфинале (50,11 с) она также была второй в забегах. В финале она стала пятой с результатом 49,96 с.
На следующей Олимпиаде в Афинах она представляла Мексику в беге на 400 метров и эстафете 4×400 метров. В предварительном забеге первой дисциплины Гевара прибежала первой (50,93 с). Также первой она была в полуфинальном забеге (50,15 с). В финальном забеге она показала второй результат (49,56 с) и завоевала олимпийское серебро.
В эстафетном беге команда Мексики, в составе которой выступала Гевара, заняла пятое место.

## Политическая карьера
В 2009 году Гевара начала политическую карьеру. Она участвовала в местных выборах в качестве кандидата от Партии демократической революции и проиграла Деметрио Соди из Партии национального действия. В 2012—2018 годах она была сенатором Конгресса Мексики, представляя Партию труда.

## Авария
13 декабря 2016 года недалеко от Мехико Гевара ехала за рулём мотоцикла с пассажиром и была сбита автомобилем. По утверждению спортсменки, наезд был совершён водителем специально. После этого четверо мужчин вышли из машины и избили её. Это событие вызвало большой общественный резонанс в Мексике.